# Le Voyage de Marta
Pour plus de détails, voir Fiche technique et Distribution.
Le Voyage de Marta (Staff only) est un film franco-espagnol en français, catalan et wolof réalisé par Neus Ballús, sorti en 2019.

## Synopsis
Parmi un groupe de touristes au Sénégal, un père (Sergi López), lui-même professionnel du tourisme, et ses deux enfants : Marta (Elena Andrada), qui va bientôt fêter ses 18 ans, et Bruno (Ian Samsó), le petit dernier. Marta effectue ce voyage à contre-cœur, ne se sentant pas à sa place et en rébellion feutrée contre son père, qui ne voit ses enfants que quelques week-ends durant l'année. Mais, petit à petit, le voyage va se révéler déterminant pour elle, notamment au contact de Khouma (Diomaye Augustin Ngom), le photographe sénégalais du club, et d'Aïssatou (Madeleine C. Ndong), une jeune femme de ménage.

## Fiche technique
- Titre original : Staff only
- Titre français : Le Voyage de Marta
- Titre catalan: El viatge de la Marta
- Réalisation : Neus Ballús
- Scénario : Pau Subirós
- Photographie : Diego Dussuel
- Musique : Isabel Latorre
- Montage : Neus Ballús
- Direction artistique : Uxua Castelló
- Costumes : Giovanna Ribes
- Son : Amanda Villavieja
- Production exécutive : Edmon Roch, Pau Subirós
- Production : Cristóbal García, Lina Badenes, Javier Ugarte, Victoria Borrás
- Production déléguée au Sénégal : Ousame Fall
- Co-production : Michel Klein
- Exportation/Distribution internationale : Film Factory
- Distribution France (Sortie en salle) : New Story
- Pays d'origine :  Espagne,  France
- Langues : français, espagnol, wolof
- Durée : 82 minutes
- Dates de sortie :
  - Allemagne : 10 février 2019 (Berlinale 2019)
  - Espagne : 19 mars 2019 (Festival du cinéma espagnol de Malaga)
  - France : 17 juillet 2019 (sortie nationale)
  - Espagne : 13 septembre 2019 (sortie nationale)

## Distribution
- Elena Andrada : Marta
- Sergi López : Manel, le père de Martin
- Diomaye Augustin Ngom : Khouma
- Ian Samsó : Bruno, le frère cadet de Marta
- Madeleine C. Ndong : Aïssatou
- Mody Fall : M. Gassama